# Юсифов, Шахин Яшар оглы
Шахин Яшар оглы Юсифов (азерб. Yusifov Şahin Yaşar oğlu; род. 1961) — судья Верховного суда Азербайджана.

## Биогарфия
Родился в 1961 году. В 1983 году окончил юридический факультет Мордовского государственного университета.
С 1985 по 1986 год являлся юридическим советником управления «Азерлесстрой» Комитета материально-технического обеспечения Азербайджанской ССР.
С 1986 по 1987 год являлся старшим юридическим советником Комитета материально-технического обеспечения Азербайджанской ССР.
С 1987 по 1989 год являлся следователем военной прокуратуры Кутаисского гарнизона Грузинской ССР.
С 1989 по 1992 год являлся главным следователем, помощником военного прокурора, заместителем военного прокурора, военным прокурором военной прокуратуры Нахичеванского гарнизона.
С 19 августа 1992 по 2000 год являлся судьёй военного суда Бакинского гарнизона, заместителем председателя военного суда Бакинского гарнизона.
С 2000 по 2007 год являлся судьёй Апелляционного суда Азербайджана, председателем коллегии по делам военных судов Апелляционного суда Азербайджана.
Судья Верховного суда Азербайджана (с 2007).
В 2008 году (с 11 февраля 2008 года) являлся председателем коллегии по делам военных судов Верховного суда Азербайджана.
С 29 декабря 2010 по 6 мая 2020 года являлся председателем коллегии по уголовным делам Верховного суда Азербайджана.

## Награды
- Медаль «Прогресс» (21 ноября 2008) — за образцовое выполнение обязанностей судьи, отличие на службе в органах юстиции и суда, плодотворную деятельность в отборе кандидатов на должность судьи, активное участие в осуществлении политики исполнения наказания и развитии сфер науки, здравоохранения в системе юстиции[5]
- Орден «За службу Отечеству» III степени (20 ноября 2018) — по случаю 100-летия создания азербайджанской юстиции и за образцовое выполнение обязанностей судьи, отличие при прохождении службы в органах юстиции, активное участие в развитии сфер науки, здравоохранения в системе юстиции и осуществлении политики в сфере исполнения наказаний[6]
- Орден «За службу Отечеству» II степени (11 февраля 2023) — за плодотворную деятельность в судебных органах[7]